# 구스타보 알바라신
구스타보 알바라신(스페인어: Gustavo Hidalgo Albarracín, 2006년 4월 28일~)는 아르헨티나의 축구 선수로, 타예레스와 아르헨티나 연령별 대표팀에서 미드필더로 활동하고 있다.

## 구단 경력
2024년 6월 2일, 그는 센트랄 코르도바와의 프리메라 디비시온 경기에서 프로 데뷔전을 치르며 득점까지 기록했다.

## 국가대표팀 경력
2023년에 CONMEBOL U-17 축구 선수권 대회와 FIFA U-17 월드컵에 참가했다.